# Fitotehnist
Fitotehnistul este un specialist în fitotehnie, disciplina științifică ce studiază tehnologiile de cultivare a plantelor agricole pentru optimizarea producției, conservarea solului și promovarea sustenabilității. Fitotehniștii joacă un rol esențial în agricultura modernă, contribuind la dezvoltarea de practici agricole eficiente și ecologice. În România, fitotehniștii sunt implicați în cercetarea și aplicarea tehnologiilor agricole, având un impact semnificativ asupra productivității și biodiversității agricole. Revista Ferma

## Istoric
Fitotehnia, ca știință, a apărut în Europa în secolul XIX, odată cu dezvoltarea agriculturii moderne. În România, tradiția fitotehnică a fost consolidată prin lucrări precum cele ale lui Ion Ionescu de la Brad și manuale de specialitate din secolul XX (ex. Zamfirescu, Saulescu). Fitotehniștii au contribuit la modernizarea agriculturii românești, în special după 1900, prin introducerea rotației culturilor și a fertilizanților. USAMV București

## Rol și responsabilități
Fitotehniștii sunt responsabili de:
- Proiectarea și implementarea tehnologiilor de cultivare (ex. rotația culturilor, semănatul optim).
- Selectarea și testarea semințelor pentru randament și rezistență.
- Gestionarea fertilității solului prin fertilizare și practici de conservare.
- Monitorizarea și combaterea bolilor și dăunătorilor plantelor.
- Cercetarea plantelor agricole, tehnice și medicinale pentru adaptarea la condițiile locale.
- Promovarea practicilor sustenabile, cum ar fi agricultura ecologică și regenerativă.

## Educație și formare
Pentru a deveni fitotehnist, este necesară o diplomă în agronomie sau științe agricole, obținută la universități precum:
- Universitatea de Științe Agronomice și Medicină Veterinară din București
- Universitatea de Științe Agricole și Medicină Veterinară Cluj-Napoca
- Universitatea de Științe Agricole și Medicină Veterinară a Banatului din Timișoara

Programele includ cursuri de fitotehnie, botanică, protecția plantelor și agrotehnică. Fitotehniștii pot urma studii de master sau doctorat pentru specializări în cercetare sau management agricol.

## Contribuții în România
În România, fitotehniștii au un rol crucial în:
- Creșterea productivității agricole, în special pentru culturi precum grâu, porumb și floarea-soarelui.
- Conservarea solului prin tehnici de minim lucrare și culturi de acoperire.
- Dezvoltarea agriculturii ecologice, susținută de programe UE și naționale.
- Cercetarea plantelor medicinale și tehnice, în colaborare cu instituții precum Grădina Botanică București.
- Adaptarea culturilor la schimbările climatice, prin selecția de soiuri rezistente la secetă.

Exemple includ proiectele de cercetare ale USAMV București privind culturile sustenabile și contribuțiile fitotehniștilor la certificarea BREEAM a fermelor moderne. 

## Provocări și perspective
Provocări
- Schimbările climatice (secetă, temperaturi extreme).
- Costurile ridicate ale tehnologiilor moderne.
- Lipsa forței de muncă calificată în zonele rurale.
- Presiunea pieței pentru producție intensivă.

Perspective
- Integrarea tehnologiilor digitale (agricultură de precizie, drone).
- Dezvoltarea soiurilor adaptate climei românești.
- Promovarea agriculturii regenerative pentru sănătatea solului.
- Colaborarea cu grădini botanice pentru conservarea biodiversității.